# 한국프로농구
한국프로농구 또는 KBL(영어: Korean Basketball League)은 사단법인 KBL이 주관하는 대한민국의 프로 농구이다. 1997년에 시작됐으며, 그 전까지는 실업, 대학, 국군체육부대가 포함된 농구대잔치가 인기를 끌었다. 프로 농구가 생긴 이후로 대한민국 농구에도 외국인 선수가 뛰게 됐고, 대학팀은 대학 리그에 참가, 국군체육부대는 D리그에 뛰고 있다.

## 특징
경기 시간은 1쿼터에 10분씩 4쿼터를 치르는데, 1쿼터와 2쿼터, 3쿼터와 4쿼터 사이에는 각 2분씩, 그리고 2쿼터와 3쿼터 사이에는 12분의 휴식 시간이 주어진다. 농구공도 둘레 754.3mm, 무게 615g이며, 심판도 3명, 공격 제한 시간 24초, 팀 파울도 각 쿼터마다 5번째 파울부터 적용하여 상대팀에 프리스로를 주게 되어 있다.
한국프로농구는 1997년 출범 당시부터 현재까지 10개 구단 체제를 계속 유지하고 있으며 2000년대에 들어서부터 신생 구단은 창단되지 않고 있다. 이는 한국농구연맹(KBL)이 프로 농구 출범 당시에 남북한 통일이 이루어질 때까지 신생 구단 창단을 허락하지 않고 10개 구단 체제를 유지한다고 규정했기 때문이다.

## 역대 타이틀 스폰서 및 리그명
| 시즌                  | 타이틀 스폰서 | 리그명                      |
| --------------------- | ------------- | --------------------------- |
| 1997-1998             | 휠라코리아    | FILA배 프로농구             |
| 1998-1999             | 현대전자      | 현대 걸리버 프로농구        |
| 1999-2000 ~ 2004-2005 | 삼성전자      | 삼성 애니콜 프로농구        |
| 2005-2006             | KCC           | KCC 프로농구                |
| 2009-2010             | KCC           | KCC 프로농구                |
| 2014-2015 ~ 2016-2017 | KCC           | KCC 프로농구                |
| 2024-2025             | KCC           | KCC 프로농구                |
| 2006-2007             | 현대모비스    | 현대모비스 프로농구         |
| 2010-2011             | 현대모비스    | 현대모비스 프로농구         |
| 2019-2020 ~ 2020-2021 | 현대모비스    | 현대모비스 프로농구         |
| 2007-2008             | SK텔레콤      | SK텔레콤 T 프로농구         |
| 2008-2009             | 동부화재      | 동부프로미 프로농구         |
| 2011-2012 ~ 2013-2014 | KB국민카드    | KB국민카드 프로농구         |
| 2017-2018             | 한국인삼공사  | 정관장 프로농구             |
| 2023-2024             | 한국인삼공사  | 정관장 프로농구             |
| 2018-2019             | SK텔레콤      | SKT 5GX 프로농구            |
| 2021-2022             | 한국인삼공사  | KGC인삼공사 정관장 프로농구 |
| 2022-2023             | SK텔레콤      | SKT 에이닷 프로농구         |

## 공인구
| 연도            | 제작사     | 공인구          | 비고                       |
| --------------- | ---------- | --------------- | -------------------------- |
| 1997년 ~ 2014년 | 스타스포츠 | BB207 (KBLgame) | 빈칸                       |
| 2014년 ~ 2015년 | 나이키     | 4005 Tournament | 빈칸                       |
| 2015년 ~ 현재   | 몰텐       | GL7X            | 국제농구연맹(FIBA) 공인구. |

## 구단 변천사
| 현재 명칭                  | 역대 명칭       | 연도 |
| -------------------------- | --------------- | ---- |
| 울산 현대모비스 피버스     |                 |      |
| 기아자동차 농구단          | 1986년 ~ 1996년 |      |
| 부산 기아 엔터프라이즈     | 1997년 ~ 2001년 |      |
| 울산 모비스 오토몬스       | 2001년 ~ 2004년 |      |
| 울산 모비스 피버스         | 2004년 ~ 2017년 |      |
| 울산 현대모비스 피버스     | 2017년 ~ 현재   |      |
| 고양 소노 스카이거너스     |                 |      |
| 동양제과 농구단            | 1995년 ~ 1996년 |      |
| 대구 동양 오리온스         | 1996년 ~ 2003년 |      |
| 대구 오리온스              | 2003년 ~ 2011년 |      |
| 고양 오리온스              | 2011년 ~ 2015년 |      |
| 고양 오리온 오리온스       | 2015년 ~ 2022년 |      |
| 고양 캐롯 점퍼스           | 2022년 ~ 2023년 |      |
| 고양 데이원 점퍼스         | 2023년          |      |
| 고양 소노 스카이거너스     | 2023년 ~ 현재   |      |
| 창원 LG 세이커스           |                 |      |
| LG반도체 농구단            | 1994년 ~ 1997년 |      |
| 경남 LG 세이커스           | 1997년 ~ 1998년 |      |
| 창원 LG 세이커스           | 1998년 ~ 현재   |      |
| 수원 KT 소닉붐             |                 |      |
| 광주 나산 플라망스         | 1997년 ~ 1999년 |      |
| 광주 골드뱅크 클리커스     | 1999년 ~ 2000년 |      |
| 여수 골드뱅크 클리커스     | 2000년 ~ 2001년 |      |
| 여수 코리아텐더 푸르미     | 2001년 ~ 2003년 |      |
| 부산 코리아텐더 맥스텐     | 2003년          |      |
| 부산 KTF 매직윙스          | 2003년 ~ 2009년 |      |
| 부산 KT 소닉붐             | 2009년 ~ 2021년 |      |
| 수원 KT 소닉붐             | 2021년 ~ 현재   |      |
| 부산 KCC 이지스            |                 |      |
| 현대 농구단                | 1978년 ~ 1996년 |      |
| 대전 현대 다이냇           | 1997년 ~ 1999년 |      |
| 대전 현대 걸리버스         | 1999년 ~ 2001년 |      |
| 전주 KCC 이지스            | 2001년 ~ 2023년 |      |
| 부산 KCC 이지스            | 2023년 ~ 현재   |      |
| 서울 SK 나이츠             |                 |      |
| 청주 진로 맥카스           | 1997년          |      |
| 청주 SK 나이츠             | 1997년 ~ 2001년 |      |
| 서울 SK 나이츠             | 2001년 ~ 현재   |      |
| 원주 DB 프로미             |                 |      |
| 나래이동통신 농구단        | 1996년          |      |
| 원주 나래 블루버드         | 1996년 ~ 1999년 |      |
| 원주 나래 해커스           | 1999년          |      |
| 원주 삼보 엑써스           | 1999년 ~ 2002년 |      |
| 원주 TG 엑써스             | 2002년 ~ 2003년 |      |
| 원주 TG삼보 엑써스         | 2003년 ~ 2005년 |      |
| 원주 동부 프로미           | 2005년 ~ 2017년 |      |
| 원주 DB 프로미             | 2017년 ~ 현재   |      |
| 서울 삼성 썬더스           |                 |      |
| 삼성 남자 농구단           | 1978년 ~ 1982년 |      |
| 삼성전자 농구단            | 1982년 ~ 1996년 |      |
| 수원 삼성 썬더스           | 1996년 ~ 2001년 |      |
| 서울 삼성 썬더스           | 2001년 ~ 현재   |      |
| 대구 한국가스공사 페가수스 |                 |      |
| 대우증권 농구단            | 1994년 ~ 1997년 |      |
| 인천 대우 제우스           | 1997년 ~ 1999년 |      |
| 인천 신세기 빅스           | 1999년 ~ 2001년 |      |
| 인천 SK 빅스               | 2001년 ~ 2003년 |      |
| 인천 전자랜드 블랙슬래머   | 2003년 ~ 2009년 |      |
| 인천 전자랜드 엘리펀츠     | 2009년 ~ 2021년 |      |
| 대구 한국가스공사 페가수스 | 2021년 ~ 현재   |      |
| 안양 정관장 레드부스터스   |                 |      |
| SBS 농구단                 | 1992년 ~ 1997년 |      |
| 안양 SBS 스타즈            | 1997년 ~ 2005년 |      |
| 안양 KT&G 카이츠           | 2005년 ~ 2010년 |      |
| 안양 한국인삼공사          | 2010년 ~ 2011년 |      |
| 안양 KGC인삼공사           | 2011년 ~ 2023년 |      |
| 안양 정관장 레드부스터스   | 2023년 ~ 현재   |      |

## 현재 참가 구단
| 구단명                     | 연고지 | 경기장             | 리그 참가 | 감독   |
| -------------------------- | ------ | ------------------ | --------- | ------ |
| 고양 소노 스카이거너스     | 고양   | 고양 소노 아레나   | 1997      | 손창환 |
| 수원 KT 소닉붐             | 수원   | 수원KT소닉붐아레나 | 1997      | 문경은 |
| 안양 정관장 레드부스터스   | 안양   | 안양 정관장 아레나 | 1997      | 유도훈 |
| 울산 현대모비스 피버스     | 울산   | 동천체육관         | 1997      | 양동근 |
| 원주 DB 프로미             | 원주   | 원주종합체육관     | 1997      | 김주성 |
| 대구 한국가스공사 페가수스 | 대구   | 대구실내체육관     | 1997      | 강혁   |
| 부산 KCC 이지스            | 부산   | 사직실내체육관     | 1997      | 이상민 |
| 서울 삼성 썬더스           | 서울   | 잠실실내체육관     | 1997      | 김효범 |
| 서울 SK 나이츠             | 서울   | 잠실학생체육관     | 1997-1998 | 전희철 |
| 창원 LG 세이커스           | 창원   | 창원실내체육관     | 1997-1998 | 조상현 |

## 역대 KBL 올스타전 개최지와 MVP
| 연도   | 개최지                 | MVP                    | 소속팀                            |
| ------ | ---------------------- | ---------------------- | --------------------------------- |
| 1998년 | 잠실실내체육관         | 강동희                 | 부산 기아 엔터프라이즈            |
| 1999년 | 잠실실내체육관         | 워렌 로즈그린          | 광주 나산 플라망스                |
| 2000년 | 잠실실내체육관         | 워렌 로즈그린          | 인천 신세기 빅스                  |
| 2001년 | 잠실실내체육관         | 아티머스 맥클래리      | 수원 삼성 썬더스                  |
| 2002년 | 잠실실내체육관         | 안드레 페리            | 원주 삼보 엑써스                  |
| 2003년 | 잠실실내체육관         | 마르커스 힉스          | 대구 동양 오리온스                |
| 2004년 | 잠실실내체육관         | 문경은                 | 인천 전자랜드 블랙슬래머          |
| 2005년 | 잠실실내체육관         | 찰스 민렌드            | 전주 KCC 이지스                   |
| 2006년 | 잠실실내체육관         | 서장훈                 | 서울 삼성 썬더스                  |
| 2007년 | 동천체육관             | 조상현                 | 창원 LG 세이커스                  |
| 2008년 | 잠실학생체육관         | 김주성                 | 원주 동부 프로미                  |
| 2009년 | 잠실학생체육관         | 이동준                 | 대구 오리온스                     |
| 2010년 | 잠실실내체육관         | 이승준                 | 서울 삼성 썬더스                  |
| 2011년 | 잠실실내체육관         | 김효범                 | 서울 SK 나이츠                    |
| 2012년 | 잠실실내체육관         | 문태영                 | 창원 LG 세이커스                  |
| 2013년 | 잠실실내체육관         | 후안 파틸로            | 안양 KGC인삼공사                  |
| 2014년 | 잠실실내체육관         | 김선형                 | 서울 SK 나이츠                    |
| 2015년 | 잠실실내체육관         | 문태영 김선형          | 울산 모비스 피버스 서울 SK 나이츠 |
| 2016년 | 잠실실내체육관         | 김선형                 | 서울 SK 나이츠                    |
| 2017년 | 사직실내체육관         | 오세근                 | 안양 KGC인삼공사                  |
| 2018년 | 잠실학생체육관         | 디온테 버튼            | 원주 DB 프로미                    |
| 2019년 | 창원실내체육관         | 마커스 랜드리          | 부산 KT 소닉붐                    |
| 2020년 | 삼산월드체육관         | 김종규                 | 원주 DB 프로미                    |
| 2021년 | 코로나19로 인해 미개최 | 코로나19로 인해 미개최 | 코로나19로 인해 미개최            |
| 2022년 | 대구실내체육관         | 허웅                   | 원주 DB 프로미                    |
| 2023년 | 수원KT소닉붐아레나     | 하윤기                 | 수원 KT 소닉붐                    |
| 2024년 | 고양 소노 아레나       | 자밀 워니              | 서울 SK 나이츠                    |
| 2025년 | 사직실내체육관         | 자밀 워니              | 서울 SK 나이츠                    |

## 프로-아마농구 최강전
프로-아마농구 최강전은 2012년부터 2016년까지 한국농구연맹 주관의 농구 대회다. 프로와 아마를 아우르는 토너먼트 형식의 농구대회로, 프로 10개 구단과 대학리그 상위 5개 학교, 신협 상무 등 총 16개 팀이 출전한다.

## KBL 컵대회
KBL 컵대회는 2020년부터 2024년까지 한국농구연맹 주관의 농구 대회다. 비시즌 대회로 컵대회가 신설됐으며 한국프로농구 10개구단과 상무를 포함해 11개 팀이 출전한다.

## 정규시즌 우승
| 시즌      | 우승팀                          | 성적           | MVP         | 소속팀             |
| --------- | ------------------------------- | -------------- | ----------- | ------------------ |
| 1997-1998 | 대전 현대 다이냇                | 31승 14패 .689 | 이상민      | 대전 현대 다이냇   |
| 1998-1999 | 대전 현대 다이냇                | 33승 12패 .733 | 이상민      | 대전 현대 다이냇   |
| 1999-2000 | 대전 현대 걸리버스              | 33승 12패 .733 | 서장훈      | 청주 SK 나이츠     |
| 2000-2001 | 수원 삼성 썬더스                | 34승 11패 .756 | 조성원      | 창원 LG 세이커스   |
| 2001-2002 | 대구 동양 오리온스              | 36승 18패 .667 | 김승현      | 대구 동양 오리온스 |
| 2002-2003 | 대구 동양 오리온스              | 38승 16패 .704 | 김병철      | 대구 동양 오리온스 |
| 2003-2004 | 원주 TG삼보 엑써스              | 40승 14패 .741 | 김주성      | 원주 TG삼보 엑써스 |
| 2004-2005 | 원주 TG삼보 엑써스              | 36승 18패 .667 | 신기성      | 원주 TG삼보 엑써스 |
| 2005-2006 | 울산 모비스 피버스              | 36승 18패 .667 | 양동근      | 울산 모비스 피버스 |
| 2006-2007 | 울산 모비스 피버스              | 36승 18패 .667 | 양동근      | 울산 모비스 피버스 |
| 2007-2008 | 원주 동부 프로미                | 38승 16패 .704 | 김주성      | 원주 동부 프로미   |
| 2008-2009 | 울산 모비스 피버스              | 35승 19패 .648 | 주희정      | 안양 KT&G 카이츠   |
| 2009-2010 | 울산 모비스 피버스              | 40승 14패 .741 | 함지훈      | 울산 모비스 피버스 |
| 2010-2011 | 부산 KT 소닉붐                  | 41승 13패 .759 | 박상오      | 부산 KT 소닉붐     |
| 2011-2012 | 원주 동부 프로미                | 44승 10패 .815 | 윤호영      | 원주 동부 프로미   |
| 2012-2013 | 서울 SK 나이츠                  | 44승 10패 .815 | 김선형      | 서울 SK 나이츠     |
| 2013-2014 | 창원 LG 세이커스                | 40승 14패 .741 | 문태종      | 창원 LG 세이커스   |
| 2014-2015 | 울산 모비스 피버스              | 39승 15패 .722 | 양동근      | 울산 모비스 피버스 |
| 2015-2016 | 전주 KCC 이지스                 | 36승 18패 .667 | 양동근      | 울산 모비스 피버스 |
| 2016-2017 | 안양 KGC인삼공사                | 39승 15패 .722 | 오세근      | 안양 KGC인삼공사   |
| 2017-2018 | 원주 DB 프로미                  | 37승 17패 .689 | 두경민      | 원주 DB 프로미     |
| 2018-2019 | 울산 현대모비스 피버스          | 43승 11패 .796 | 이정현      | 전주 KCC 이지스    |
| 2019-2020 | 서울 SK 나이츠 / 원주 DB 프로미 | 28승 15패 .651 | 허훈        | 부산 KT 소닉붐     |
| 2020-2021 | 전주 KCC 이지스                 | 36승 18패 .667 | 송교창      | 전주 KCC 이지스    |
| 2021-2022 | 서울 SK 나이츠                  | 40승 14패 .741 | 최준용      | 서울 SK 나이츠     |
| 2022-2023 | 안양 KGC인삼공사                | 37승 17패 .685 | 김선형      | 서울 SK 나이츠     |
| 2023-2024 | 원주 DB 프로미                  | 38승 10패.798  | 이선 알바노 | 원주 DB 프로미     |
| 2024-2025 | 서울 SK 나이츠                  | 41승 13패 .759 | 안영준      | 서울 SK 나이츠     |

### 정규시즌 우승횟수
| 횟수 | 팀                                               | 비고                            |
| ---- | ------------------------------------------------ | ------------------------------- |
| 6회  | 울산 현대모비스 피버스                           |                                 |
| 7회  | 원주 DB 프로미                                   | 2019-2020 정규시즌 공동1위 포함 |
| 5회  | 부산 KCC 이지스                                  |                                 |
| 4회  | 서울 SK 나이츠                                   | 2019-2020 정규시즌 공동1위 포함 |
| 2회  | 고양 소노 스카이거너스 안양 정관장 레드부스터스  |                                 |
| 1회  | 창원 LG 세이커스 수원 KT 소닉붐 서울 삼성 썬더스 |                                 |

## 역대 우승 기록
| 구단                       | 우승 | 준우승 | 우승 연도                          | 준우승 연도                  |
| -------------------------- | ---- | ------ | ---------------------------------- | ---------------------------- |
| 울산 현대모비스 피버스     | 6    | 3      | 2007, 2010, 2013, 2014, 2015, 2019 | 1998, 1999, 2006             |
| 부산 KCC 이지스            | 6    | 5      | 1998, 1999, 2004, 2009, 2011, 2024 | 2000, 2005, 2010, 2016, 2021 |
| 안양 정관장 레드부스터스   | 4    | 1      | 2012, 2017, 2021, 2023             | 2022                         |
| 원주 DB 프로미             | 3    | 6      | 2003, 2005, 2008                   | 2004, 2011, 2012, 2015, 2018 |
| 서울 SK 나이츠             | 3    | 4      | 2000, 2018, 2022                   | 2002, 2013, 2023, 2025       |
| 서울 삼성 썬더스           | 2    | 3      | 2001, 2006                         | 2008, 2009, 2017             |
| 고양 소노 스카이거너스     | 2    | 1      | 2002, 2016                         | 2003                         |
| 창원 LG 세이커스           | 1    | 2      | 2025                               | 2001, 2014                   |
| 수원 KT 소닉붐             | 0    | 2      | —                                  | 2007, 2024                   |
| 대구 한국가스공사 페가수스 | 0    | 1      | —                                  | 2019                         |

## 같이 보기
- 한국여자프로농구